# Maurycy Zamoyski

Komitet Narodowy Polski w Paryżu 1918. Siedzą od lewej: Maurycy Zamoyski, Roman Dmowski, Erazm Piltz, stoją Stanisław Kozicki, Jan Emanuel Rozwadowski, Konstanty Skirmunt, Franciszek Fronczak, Władysław Sobański, Marian Seyda, Józef Wielowieyski

Maurycy Klemens Zamoyski herbu Jelita (ur. 30 lipca 1871 w Warszawie, zm. 5 maja 1939 w Klemensowie) – polski polityk, dyplomata, działacz społeczny, wiceprezes Komitetu Narodowego Polskiego w Paryżu, członek Komitetu Narodowego Polskiego (1914–1917), hrabia, XV ordynat na Zamościu, w 1922 roku posiadał majątki ziemskie o powierzchni 190 900 ha.

## Życiorys
Pochodził z hrabiowskiej rodziny herbu Jelita, syn Tomasza Franciszka Zamoyskiego herbu Jelita i Marii Anny Natalii Potockiej z Podhajec herbu Pilawa (Srebrna; primo voto Zamoyska, secundo voto Lubomirska). Był członkiem Ligi Narodowej od 1905 roku. Był członkiem Towarzystwa Tajnego Nauczania w Warszawie. W 1906 został wybrany do I Dumy. W czerwcu tego roku był bohaterem głośnego pojedynku na pistolety w Królikarni, w którym zmierzył się z kornetem huzarów grodzieńskich, Możarowskim. Posiadał jeden z największych majątków ziemskich na ziemiach polskich. W odpowiedzi na deklarację wodza naczelnego wojsk rosyjskich wielkiego księcia Mikołaja Mikołajewicza Romanowa z 14 sierpnia 1914 roku, podpisał telegram dziękczynny, głoszący m.in., że krew synów Polski, przelana łącznie z krwią synów Rosyi w walce ze wspólnym wrogiem, stanie się największą rękojmią nowego życia w pokoju i przyjaźni dwóch narodów słowiańskich. Był członkiem Szwajcarskiego Komitetu Generalnego Pomocy Ofiarom Wojny w Polsce.
Był członkiem Komitetu Narodowego Polskiego W 1918 roku został członkiem Komitetu Narodowego Polski w Paryżu i członkiem delegacji polskiej na konferencję paryską zakończoną podpisaniem traktatu wersalskiego. Następnie był posłem RP w Paryżu w latach 1919–1924; przez siedem miesięcy od 19 stycznia 1924 roku sprawował urząd ministra spraw zagranicznych. Był kandydatem prawicy i kontrkandydatem Gabriela Narutowicza na urząd Prezydenta RP w 1922 roku. Zgodnie z konstytucją marcową wyboru Prezydenta dokonywało Zgromadzenie Narodowe. Mimo że Maurycy Zamoyski prowadził w pierwszej i następnych turach głosowań, w ostatecznym głosowaniu otrzymał 227, a Gabriel Narutowicz 289 głosów.
Członek, wiceprezes (1902–1907), prezes (1907–1919) komitetu budowy pomnika Fryderyka Chopina w Warszawie.

## Życie prywatne
W 1906 zaręczył się, a następnie w lipcu tego roku w Biłce Szlacheckiej ożenił z Marią Sapieżanką, córką ks. Jana Sapiehy i Seweryny z hr. Uruskich. Jego synem był Jan Tomasz Zamoyski – ostatni XVI ordynat na Zamościu, senator i Marszałek Senior Senatu II kadencji. Wnuk, Marcin Zamoyski, był prezydentem Zamościa, wojewodą zamojskim i przewodniczącym Rady Miejskiej Zamościa.
Pochowany w Kolegiacie Zamojskiej w podziemiach katedry, obok rodziców.

## Odznaczenia
- Wielka Wstęga Orderu Odrodzenia Polski (2 maja 1923)[12][13]
- Krzyż Komandorski z Gwiazdą Orderu Odrodzenia Polski (2 maja 1922)[14][15]
- Wielki Oficer Orderu Legii Honorowej (Francja)[16]
- Krzyż Wielki Orderu Danebroga (20 listopada 1924, Dania)[16][17]
- Krzyż Wielki Orderu Oranje-Nassau (Holandia)[16]
- Krzyż Wielki Orderu Korony (Włochy)[16]